# Coon vs. Coon & Friends
Coon vs. Coon and Friends is de dertiende aflevering van het veertiende seizoen van de geanimeerde televisieserie South Park, en de 208e aflevering van de hele serie. Deze werd voor het eerst uitgezonden in de Verenigde Staten op 10 november 2010 op Comedy Central. Een running gag in deze aflevering is dat Stan altijd "Oh my god, holy shit dude!" zegt als Kenny zelfmoord pleegt.

## Plot
De aflevering begint met Mintberry Crunch (Bradley), die de voorgaande aflevering samenvat in de vorm van een stripverhaal. De jongens maken zich zorgen over de superkrachten van Mintberry Crunch, aangezien ze "de kracht munt (mint) en bes (berry) met een smakelijke krokantheid (crunch)" maar moeilijk als superkracht kunnen aanvaarden. 
Tijdens hun discussie over superkrachten, vragen de jongens aan Mysterion (Kenny) welke superkracht hij in feite bezit. Mysterion zegt dat hij gewoonweg niet kan sterven. Hij merkt dat hij niet echt serieus genomen wordt en herhaalt meerdere malen dat hij écht niet kan sterven. Hij probeert hen eraan te doen herinneren dat ze er allemaal getuige van waren toen hij de vorige nacht werd neergestoken, maar niemand lijkt zich dat voorval nog te herinneren. Om zijn gelijk te bewijzen, trekt Mysterion een pistool en schiet hij zichzelf een kogel door het hoofd. Iedereen is geschokt, maar wanneer Mysterion de dag nadien weer terugkeert, is iedereen het tot zijn grootste frustratie alweer vergeten.
Plots staat The Coon (Eric Cartman) voor de deur van het hoofdkwartier en beveelt hij Cthulhu om de jongens naar een donker niemandsland te verbannen. Mintberry Crunch is de enige die kan ontkomen. Na zijn wraakactie trekt The Coon samen met Cthulu naar het Burning Man Festival, om er hippies uit te moorden.
Intussen ziet Mysterion in het duistere R'lyeh slechts één mogelijkheid om terug naar de aarde te ontsnappen en zijn vrienden te redden: hij pleegt zelfmoord. Kenny ontwaakt weer in zijn bed en trekt zijn Mysterion-outfit aan, waarna hij zijn eigen krachten en die van Cthulhu grondig begint te bestuderen, in de hoop zijn vrienden te kunnen redden. Hij gaat naar het huis van Henrietta, waar zijzelf en de andere gothic-kinderen onderling hun frustraties over Cthulhu uiten. Cthulhu heeft immers niet de aan hun beloofde veranderingen waargemaakt. Net op het moment Mysterion de confrontatie met de gothic-kinderen aangaat, komt Henrietta's moeder binnen en vertelt ze haar dat haar broer met hen wil spelen. Haar broer blijkt niemand minder dan Bradley te zijn. Wanneer die de kamer binnenkomt, komt hij oog in oog te staan met Mysterion en loopt hij snel naar zijn slaapkamer, waar hij zich weer verkleed in Mintberry Crunch. De gothic-kinderen vertellen Mysterion ondertussen dat Cthulhu enkel gedood kan worden door een andere onsterfelijke, wat wil zeggen dat Kenny wellicht de enige is met de kracht om Cthulhu te stoppen.
Mysterion en Mintberry Crunch komen The Coon en Cthulhu op het spoor terwijl ze Justin Bieber en zijn fans uitmoorden om (naar Cartmans mening) de wereld te verbeteren. Nadat een scheldpartij tegen The Coon omwille van zijn antiheld-gedrag, daagt Mysterion het monster Cthulhu uit. Als Cthulhu zijn vrienden terugbrengt, laat Mysterion hem gewoon gaan. Plots wordt iedereen verblind door een heldere lichtstraal, waaruit een man tevoorschijn komt. Het blijkt de biologische vader van Bradley te zijn, die afkomstig is van een verre planeet en zegt zijn zoon te hebben gezonden om het kwade op aarde te stoppen. Bradley, wiens superkrachten dus wel degelijk echt zijn, slaagt erin Cthulhu te verslaan, de jongens te redden en het olielek van DP te stoppen. Nadat hij The Coon heeft opgesloten in het hoofdkwartier van Coon & Friends, verdwijnt Mintberry Crunch in een lichtstraal. Iedereen reageert stomverbaasd nu blijkt dat Bradley wel degelijk superkrachten bezat. 
Mysterion, die uiteindelijk besloten heeft de zoektocht naar zijn ware verleden en identiteit te staken, zegt dat hij gaat slapen, trekt weer een pistool en schiet zichzelf een kogel door het hoofd. In de volgende scène wordt Kenny opnieuw geboren en leggen zijn ouders hem in bed, waarna ze hem zijn oranje parka aantrekken. Ze concluderen dat ze zich nooit bij de sekte hadden moeten aansluiten, wat impliceert dat Kenny's krachten te wijten zijn aan de sektepraktijken.